# 小行星59001
小行星59001（59001 Senftenberg）是太阳系的小行星之一，位于小行星带。该小行星由亚娜·季哈与米洛什·季希于1998年9月26日在克莱季天文台发现。
小行星59001以捷克的城鎮然貝爾克命名。